# Михаил Кијевски
Свети Михаил Кијевски (рус. Михаил; 10. век — Кијев, 15. јун 992) је православни руски светитељ и први митрополит Кијева и све Русије.
Управљао је Руском црквом у време кнеза Владимира I Великог. Кнез Владимир је, након што је прмимио хришћантво и оженио принцезом Аном, рођену сестру сестре византијског цара Василија II, затражио од цариградског патријарха светог Николе Хрисоверга да пошаље свештенике који би крстили Руски народ. Цариградски патријарх, заједно са сабором епископа изабрао је и поставио Михаила за митрополита Кијева и све Русије.
Сво кратко време управљања Руском црквом проповедао је Јеванђеље некрштеним Русима и заједно са многобројним свештеницима које је рукоположио, крстио је већи део Руског народа.
Митрополит Михаило је умро 992. године.
У 12. веку након што је откривено да су нетрулежне, његова мошти пренете су у Кијевско-Печерску лавру.
Православна црква прославља светог Михајла Кијевског 30. септембра по јулијанском календару.